# ハルマン
ハルマン (harmane, harman)は、コーヒー、ソース、焼かれた肉など、様々な食品に含まれる複素環式アミンの一種である。たばこの煙にも含まれる。

## 化学
ハルマンは、Β-カルボリンのメチル化された誘導体である。化学式は表内を参照。

## 生理的作用
ハルマンは、神経毒で、高齢者の最も一般的な神経疾患のひとつである本態性振戦に強く関連している。
また、ハルマンはモノアミン酸化酵素阻害薬 (MAOI)であり、MAO-Aに競合的であるが、MAO-Bも阻害し、その阻害作用は部分的に可逆的である。この性質はニコチンの自己投与を増加させるようであり、非喫煙者の2-10倍となっている喫煙者の血液中のハルマンの濃度は、発がん性のあるアセトアルデヒドの形成を介してニコチンへの依存性を高めているようであり、一方でアセトアルデヒドを排除するL-システインの除放剤は禁煙に際して成功率を増加させるようである。
またベンゾジアゼピン受容体に対する主な内因性リガンドであるとみなされている。